# Nowe Łęgonice
Nowe Łęgonice – kolonia w Polsce położona w województwie mazowieckim, w powiecie grójeckim, w gminie Nowe Miasto nad Pilicą.
Administracyjnie kolonia jest sołectwem.
W latach 1975–1998 miejscowość administracyjnie należała do województwa radomskiego.